# Michał Nawka
Michał Nawka (ur. 22 listopada 1885, zm. 16 marca 1968 w Budziszynie) – łużycki działacz narodowy, nauczyciel, poeta i publicysta.
Ukończył katolickie seminarium nauczycielskie w Budziszynie. Po zakończeniu I wojny światowej włączył się w pracę na rzecz łużyckich organizacji społecznych i kulturalnych. W 1920 roku uczestniczył w zlocie Sokołów w Pradze. Współpracował z uniwersytetem ludowym w Dalkach. Książki jego autorstwa były wykorzystywane do nauki w polskim gimnazjum w Bytomiu, gdzie uczyli się także Serbołużyczanie. Po roku 1934 Nawka był prześladowany przez hitlerowców za „uporczywe” kontakty z Czechami i Polakami. Został za to zesłany z Łużyc do Kamienicy gdzie pomagał czeskim i polskim robotnikom przymusowym podczas II wojny światowej. Pisał bajki dla dzieci, poezję i publicystykę. Był organistą, dyrygentem chóralnym, kompozytorem oraz autorem licznych tekstów piosenek. Tłumaczył także na łużycki dzieła z języka polskiego.

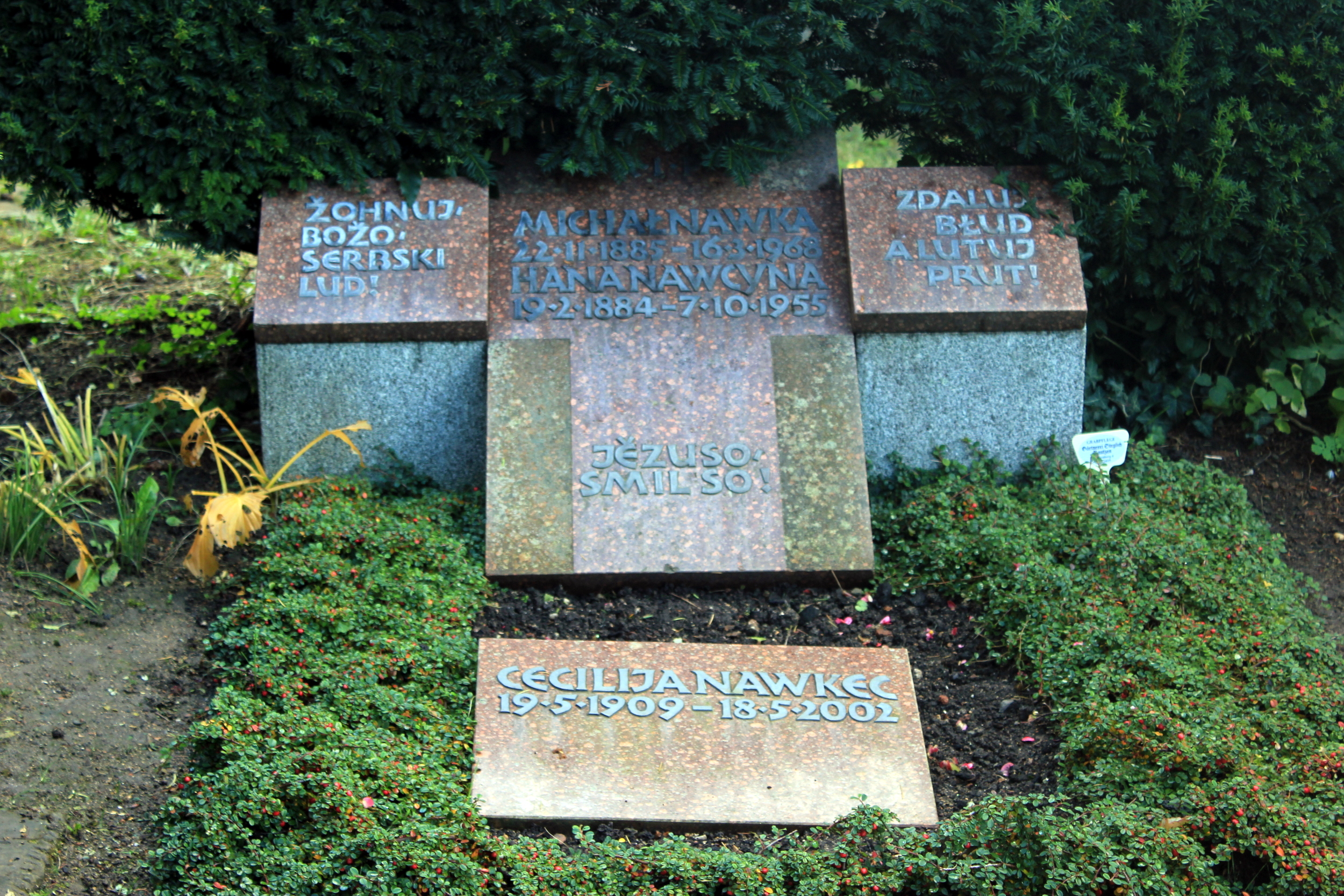
Grobowiec Michała Nawki